# Hippoporina indica
Hippoporina indica is een mosdiertjessoort uit de familie van de Bitectiporidae. De wetenschappelijke naam van de soort werd in 1978 voor het eerst geldig gepubliceerd door Madhavan Pillai.

## Verspreiding
Hippoporina indica is een korstvormende mosdiertjessoort die inheems is in India en China. Het is geïntroduceerd in de oost- en Golfkust van de Verenigde Staten, Belize, Puerto Rico en de Caribische en Pacifische kusten van Panama, in de buurt van het Panamakanaal. Het is gemeld op PVC-bezinkplaten, vissersvlotten, viskooien, boeien, oesters en zeepokken. In zijn oorspronkelijke verspreidingsgebied is het een dominant aangroeiorganisme dat groeit op aquacultuurapparatuur en andere ongewervelde soorten overgroeit; er zijn echter geen negatieve effecten gemeld voor H. indica in de geïntroduceerde gebieden.